# Стадіон 19 травня (Маніса)
«Стадіон 19 травня» (тур. Manisa 19 Mayıs Stadyumu) — багатофункціональний стадіон у місті Маніса, Туреччина, домашня арена ФК «Акхісар Беледієспор».
Стадіон відкритий 1974 року. У 2008 році, після виходу «Акхісар Беледієспора» до Суперліги, реконструйований, в результаті чого потужність збільшено з 14 280 до 16 597 глядачів. Арена відповідає вимогам УЄФА.
Назва стадіону «19 травня» пов'язана із датою 1919 року, коли Мустафа Кемаль Ататюрк вирушив до міста Самсун, що стало початком Турецької війни за незалежність. Також 19 травня 1881 року народився сам Ататюрк. Цього ж дня відзначають національне святом молоді та спорту в Туреччині.